# Choi Dae-shik
Choi Dae-Shik (Condado de Hamyang, 10 de janeiro de 1965 – 27 de março de 2024) foi um futebolista profissional sul-coreano, meia, atualmente é treinador.

## Carreira
Choi Dae-Shi fez parte do elenco da Seleção Coreana de Futebol da Copa do Mundo de 1994.

## Morte
Choi morreu no dia 27 de março de 2024.